# Брум, Эдриен
Эдриен Брум (англ. Adrien Broom) — фотограф современного искусства и коммерческий фотограф из Коннектикута. Художественная фотография Брум часто отсылает к темам детских фантазий, главными героями которых являются молодые женщины. Её коммерческая работа включает модную и портретную фотографию.

## Биография

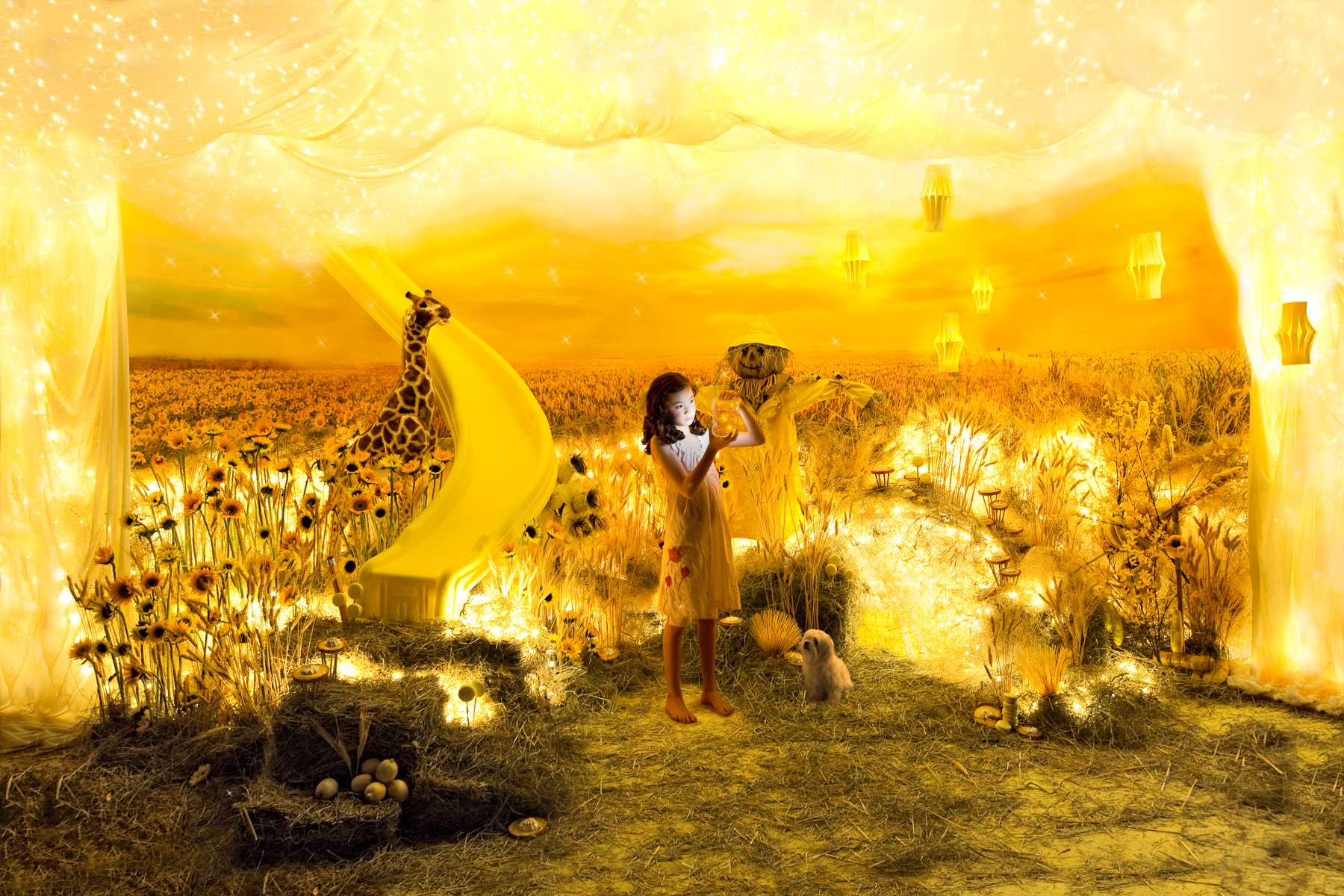
Yellow, 2015, фотография Эдриен Брум.

Брум получила степень бакалавра компьютерной анимации в Северо-Восточном университете, изучала изобразительное искусство во Флоренции, Италия, в Studio Art Centres International (SACI), и историю искусства по программе Christie's Education в Лондоне. Ссылаясь на детские воспоминания в качестве важного катализатора, она использует старинные костюмы для создания образов, которые часто происходят из сказок, но «это немного темнее, чем моя детская реальность, основанная на моём взрослом видении прекрасного и причудливого». Составляя миниатюрные фэнтезийные сценарии, Брум конструирует декорации в своей студии, используя податливые и найденные предметы. Текущий проект по-прежнему основан на интересе к сказочным изображениям, с использованием цвета как объединяющей темы. В рамках своих коммерческих заданий Брум регулярно фотографировала рок-группу Grace Potter and the Nocturnals.
Фотографии Брум были представлены на многочисленных выставках в Коннектикуте и Нью-Йорке, а также на выставке American Dreamers в Палаццо Строцци во Флоренции в 2012 году. По мнению историка искусства Родерика Конвея Морриса, фотографии неземных женских фигур Брум содержат отсылки к искусству прерафаэлитов, скульптуре барокко и символизму. Бартоломью Бланд, директор по кураторским вопросам в Музее реки Гудзон, пишет, что «с помощью фотографии Брум умело скрывает от нас своё кропотливое мастерство… эффекты создаются вручную». В своих миниатюрных диорамах Брум использует как откровенное повествование, так и загадочные образы со ссылками на классическое искусство и экзистенциальную литературу.
Работая на Erector Square в Нью-Хейвене, Брум часто дополняет естественное освещение своей студии искусственным. Её работа включает в себя три отдельных компонента: создание декораций, сам фотографический снимок и последующее редактирование изображений. По словам Брум, на изготовление комплекта уходит от одной до трёх недель. «На создание моих наборов требуется время, и арендовать место для каждого проекта просто не имеет смысла».
В 2015 году фотографии и инсталляции Брум стали предметом выставки в Музее реки Гудзон. В 2016 году фотографии Брум на территории музея Флоренс Грисуолд были выставлены на групповой выставке музея. Её фотографии также были предметом персональной выставки в Художественном музее Лаймана Аллина. Для серии работ в 2016 году Брум разработала специально освещённое платье для модели, которую она сфотографировала в огромном интерьере Вентворт Вудхаус. Фотографии Брум на территории музея Грисуолд и Вентворт-хауса являются частью большой серии, вдохновленной Вентвортом, Holding Space: Historic Homes Project, в которую также вошли фотографии, сделанные в доме Марка Твена и на пароме на Фишерс-Айленд. В этом проекте Брум помогал Национальный фонд сохранения исторического наследия, и она указала на важность подготовки к создаваемым ею повествованиям; три месяца исследований жизни Марка Твена предшествовали её работе в доме Твена. В итоге серия, посвящённая Твену, сосредоточилась в первую очередь на жене и дочерях автора. Брум запланировала дальнейшую серию съёмок в других исторических резиденциях, в том числе в государственном парке Gillette Castle, Доме и учебном центре Поллока-Краснера и Доме Элис Остин.

## Оценка творчества
В 2019 году она была включена в список 40 Under 40, опубликованный журналом Connecticut Magazine.